# Goodenia laytoniana
Goodenia laytoniana är en tvåhjärtbladig växtart som beskrevs av George Bentham. Goodenia laytoniana ingår i släktet Goodenia och familjen Goodeniaceae. Inga underarter finns listade i Catalogue of Life.